# Veselé (Eslováquia)
Veselé é um município da Eslováquia, situado no distrito de Piešťany, na região de Trnava. Tem 13,87 km² de área e sua população, em 2018, foi estimada em 1.226 habitantes.

## Demografia
| Ano:        | 1994 | 2004   | 2014   | 2024   |
| ----------- | ---- | ------ | ------ | ------ |
| Broj ljudi: | 1088 | 1125   | 1191   | 1246   |
| Razlika:    |      | +3,40% | +5,86% | +4,61% |

| Ano:               | 2023 | 2024   |
| ------------------ | ---- | ------ |
| Número de pessoas: | 1239 | 1246   |
| Diferença:         |      | +0,56% |